# Steropodon galmani
Steropodon galmani (лат.) — вид вымерших млекопитающих из семейства утконосовых (Ornithorhynchidae) отряда однопроходных (Monotremata), живших в нижнемеловую эпоху (альбский век) на территории Австралии. Типовой и единственный вид рода Steropodon.

## История изучения

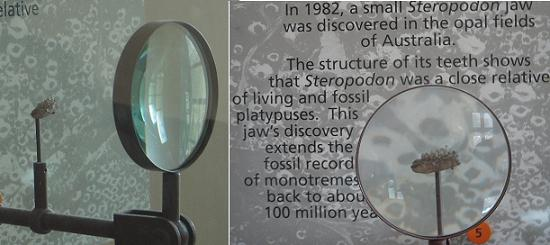
Опализированный фрагмент челюсти стероподона, Американский музей естественной истории

Вид известен по одному опализированному обломку нижней челюсти с тремя молярами м1—м3, найденному в формации Griman Creek, Новый Южный Уэльс, Австралия, братьями Дэвидом и Аланом Гэлманами, в честь которых животное получило видовое название galmani. Родовое название Steropodon образовано от др.-греч. στέροψ ὀδούς — «сверкающий зуб».

## Описание
По оценкам, Steropodon достигал в длину 40—50 см, что для мезозойских млекопитающих является крупным размером. Нижние моляры имеют длину 5—7 мм и ширину 3—4 мм, тогда как для млекопитающих той эпохи типична длина моляров 1—2 см. Из той же формации известна находка другого однопроходного — Kollikodon ritchiei.
Нижнечелюстной канал, возможно, свидетельствует о наличии клюва, как и у ископаемых утконосов обдуродонов, и у современного утконоса. Моляры стероподона по своему трибосфенческому устройству очень сходны с молярами ныне живущих зверей-териев (Theria), и тем не менее, имеются некоторые различия. У Steropodon отсутствовал энтоконид (основной бугорок на язычной части коронки нижних моляров), а по отсутствию характерного износа можно заключить, что и на верхних молярах не было протокона (бугорок, аналогичный энтокониду). Это подтверждает двойное происхождение зубов типа трибосфенических, независимо в группе зверей (собственно трибосфенические зубы) и в группе однопроходных (псевдотрибосфенические зубы).

## Систематика
Учёные не пришли к окончательному выводу по поводу положения рода Steropodon в подклассе первозверей. Группа палеонтологов, описавших вид в 1985 году, поместили его в семейство утконосовых (Ornithorhynchidae). В 1995 род выделили в отдельное семейство Steropodontidae Flannery et al., 1995, а в 2002 году — в кладу Australosphenida, что делало род более примитивным, чем отряд однопроходных (Monotremata). Работа Rowe и др. 2008 года отвергла кладу Australosphenida, вернув таксон Steropodon в изначальное положение — семейство утконосовых.